# MC Hawer és Tekknő

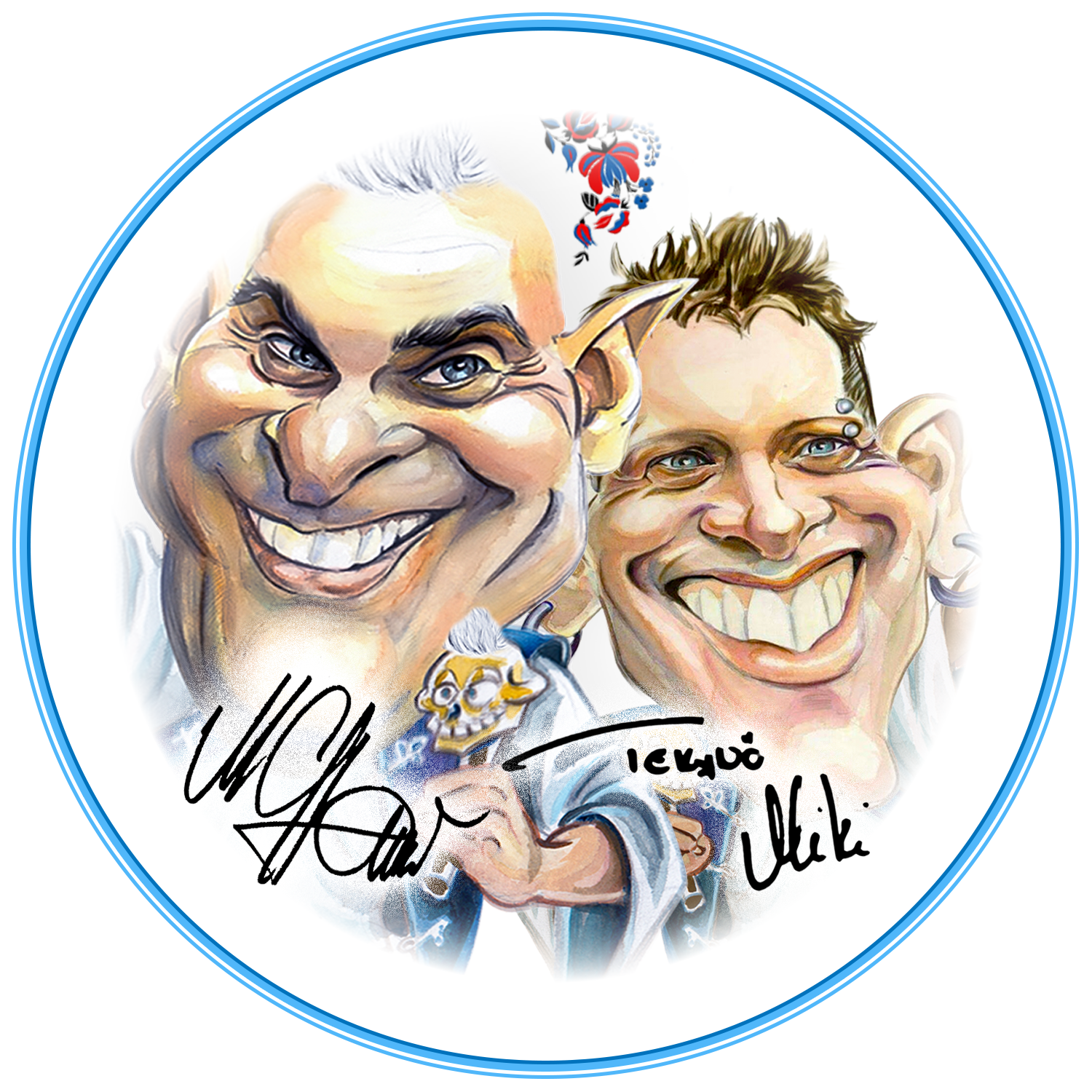
MC Hawer és Tekknő

MC Hawer és Tekknő egy magyar mulatós popzenét játszó könnyűzenei duó.

## Tagok

### Benyó Miklós (Tekknő Miki)
1971 nyarán született Budapesten. Finommechanikai műszerész szakon végzett. 1987-ben jelentkezett dobosnak a SZYA együttesbe, ahol aztán énekes lett. A zenekar sikerrel működött 1991-ig, utána kilépett belőle, mert Zoltán Erika turnéján volt a zenekar tagja egy évig. Később a SZYA-val  megjelent bakelitlemezen a Hmm, de ciki című daluk. 
Sok fellépésük volt 1995-ig. 1995-ben egy stúdióban új lemezanyagon dolgoztak Rétfalvi Attilával, amikor jókedvében mulatósan kezdte énekelni a Jaj, de jó, jaj, de finom kezdetű nótát. Ekkor támadt az ötletük, hogy roma zenészekkel és népi hangszerekkel próbálják meg. 1995-ben Rétfalvi Attilával megalakították a Tekknő együttest, a mulatós techno első hazai képviselőjeként. Négy albumuk jelent meg: Disco-tor, Diszkó-ól, Dili-house, Besztof Tekknő. Legnagyobb slágereik: Böllérrap (Jaj, de jó, jaj, de finom), Szüreti nóta (Hű, de messze van ide Bordeaux), Ungarische folklór. Sok fellépésük volt 1995-1996-ban, azután jó barátságba került MC Hawerrel, aki felvetette, hogy próbálják meg együtt.
Egy lánya van.

### Koczka Géza (MC Hawer)
1965-ben, Budapesten született. Az általános iskola elvégzése után, másfél évig egy szakközépiskolába járt. Az ezt követő kilenc évben volt távirat-kézbesítő, gépkocsivezető, sorkatona, traktoros, segédmunkás, gyermekfotó-üzletkötő.
1993-ban elköltözött Szombathelyre, hogy az ottani piacot is kiaknázza, de 1995-től más munkát keresett. Közben egy-két báli zenekarban is dobolt, és azt tapasztalta, hogy a vidéki fiatalok jól szórakoznak a mulatós nótákra. Ekkor támadt az az ötlete, hogy meg kellene próbálni „frissíteni” ezeket a dalokat. 
1995-ben Technóták 1. című hanganyaggal jelentkezett egy szombathelyi magánkiadónál, de nem váltotta be a hozzá fűzött reményeket, mert korszerűtlen volt a hangszerelése. Újra próbálkozott Szabó Péter szintetizátorossal, aki a Bye bye, lány című lemezig a zenei alapokat készítette. 1996-ban megjelent a Technóták 2. a Kadencia kiadónál, ezt a Technóták 3. követte 1997 végén, majd 1998-ban a Technóták 4. következett (Hosszú, fekete haj, úgy szeretem a rányimat, stb.), ami minden addigi sikerüket felülmúlta. A hivatalos verzió szerint a cigarettázás hatására megkopott az énekhangja, a valóságban azonban Tóth Ferenc Gábor énekelt a lemezein, így a következő lemez felénekléséhez felkérte Benyó Mikit, az egykori Tekknő együttes énekesét, akivel időközben jó barátságba kerültek.
Új lemezük már egy komolyabb hangtechnikával rendelkező kiadónál jelent meg 2000 februárjában Bye, bye, lány címmel. Decemberre aranylemez, 2002 júniusára pedig platinalemez lett belőle. 2001. október 8-án jelent meg következő albumuk, a Táncolj, cigánylány. Összesen 6 arany és 5 platinalemezt tudhatnak magukénak. 
2013 őszén többszöri nekifutásra megszabadult súlyos alkoholfüggőségétől, három évvel később a cigarettát is sikerült letennie. Szeret utazni, kedvenc sportja a kerékpározás, nyaranta sok időt tölt el a Velencei-tó körül. 
2015-ben megjelent 'Mámor' című daluk, videóklippel. 
2016 nyarán megjelent az Ismerős arcok zenekar 'Nélküled' című számából készült feldolgozásuk. 

## Albumok
- Bye-bye, lány (2000)
- Táncolj, cigánylány! (2001)
- Mikor a vodka a fejembe száll... (2002)
- Kimegyek a temetőbe (2003)
- Ma este mulatunk! (2004)
- Állati nagy slágerek (2005)
- Túr Mix (2006)
- Aki minket nem szeret (2006)
- A börtön ablakában (2007)
- A Tizedik (2012)

Hetényi fellépés augusztus 31-én a Hetényi napok keretében.

## További információ
- Hivatalos oldal
- https://www.facebook.com/mchawer
- https://web.archive.org/web/20180320084530/http://hawer.hu/
- https://plus.google.com/u/0/+MCHawer%C3%A9sTekkn%C5%91Hivatalos
- https://twitter.com/mchawerofficial
- https://www.instagram.com/mchawerhivatalos%5B%5D
- https://www.youtube.com/mchawerestekknohivatalos